# 阴错阳差
《阴错阳差》，新传媒电视（新加坡）私人有限公司制作的灵异奇幻电视剧，由陈泓宇、瑞恩、陈汉玮、郭舒贤领衔主演，并由张钧淯、谢宏辉、陈天文、黄炯耀、杨志龙、廖永宜、李文海、王昱清、洪慧芳联合主演。此剧为瑞恩息影1年后复出之作，亦是监制罗温温首部监制的电视剧

## 播出时间

### 首播
| 频道        | 所在地   | 播放日期      | 首播時间                 | 备注                     |
| ----------- | -------- | ------------- | ------------------------ | ------------------------ |
| 新传媒8頻道 | 新加坡   | 2019年3月6日  | 星期一至五 21:00 - 22:00 |                          |
| 八度空间    | 马来西亚 | 2019年3月11日 | 星期一至四 21:30 - 22:30 | 全马首播 与新加坡相差3集 |
| GMM25       | 泰國     | 2023年6月14日 |                          |                          |

## 故事概要
牛俊阳是一名室内设计师，也是一名义警；而马如荫则是一名房地产经纪。俊阳自父母离异后便跟随母亲Julie，在10岁那年母亲改嫁新加坡著名油鸡面大王的长子马大地。虽然俊阳跟着母亲到了马家，但是他始终不肯改姓,也因此惹来堂妹如荫的不满，认为他一个“外姓人”没有资格继承马家的财产。如荫对于爷爷的财产分配感到不满，因为大伯分得到面厂，而自己的父亲却只分到了一个小面摊，因此如荫处处针对俊阳。
新上任的地府总裁为了改变世人对于地府的形象，于是决定改革地府，让地府数码化革新，并且欣赏尚在阳间的如荫。地府总裁追求“美化”，把恐怖面貌的鬼差都调到地府最底层，也追求“年轻化”，重用近代才死的新人。俊阳和如荫在一次意外中同时逝世，因此被带到了地府。地府总裁特別看重俊阳和如荫，委托他们拍档当勾魂特警，一起进行任务。为了可以再见到家人的机会，如荫和俊阳接受了委托，成为了勾魂特警的队长和副队长。孟婆第二代的传人孟娇误以为如荫和地府总裁有私情，大吃干醋，于是决定让如荫成为自己的接班人，却遭到地府总裁的反对。后来孟娇得知自己误会了如荫，与如荫化敌为友，并和她成了好姐妹。地府总裁为了改变鬼魂们的古老思想，决定让当差超过一百年的鬼魂送去培训，此举惹来了旧一代的“牛头马面”大牛和老马的不满。
俊阳和如荫在地府执行任务的过程中由欢喜冤家发展到一对情侣，可是在一次执行任务的时候，俊阳发现如荫的阳寿未尽，还有如荫还有50年的寿命。原来当初大牛因喝醉酒，在准备勾俊阳的魂魄时误用法力让俊阳跌下山崖，如荫企图救他却反被拉下坠落山崖。为了自己心爱的人，俊阳不忍因为自己的自私留下如荫，于是哄骗如荫喝下孟婆汤，准备把她送回人间。岂料这事却被地府总裁发现，孟娇为了帮助俊阳和如荫，威胁地府总裁要是不肯放了他们，自己将会喝下孟婆汤，彻底把他忘了……
如荫成功被送返人间，却忘了在地府的所有记忆，还和中学时期暗恋的学长方可为准备结婚，俊阳在把如荫送回人间后，不断借机跑到人间守护如荫，不求回报……
此时，人间有恶鬼作乱，地府有官员谋算推翻政策，一场风暴即将发生，还将会牵扯到阴阳两界……如荫和俊阳是否真的今生无缘，只能来生再续？

## 角色介绍
| 演员   | 角色   | 介绍                                                       |
| 陈泓宇 | 牛俊阳 | 勾魂特警队长（退休）                                       |
| 瑞恩   | 马如荫 | 勾魂特警前队长（退休）                                     |
| 陈汉玮 | 阎罗王 |                                                            |
| 郭舒贤 | 孟娇   |                                                            |
| 张钧淯 | 马玉成 |                                                            |
| 谢宏辉 | 方可为 |                                                            |
| 陈天文 | 大牛   | 勾魂队长 （以前） 在十九集，被阎罗王丢在黄泉路，粉身碎骨   |
| 黄炯耀 | 老马   | 勾魂副队长 （以前） 在十九集，被阎罗王丢在黄泉路，粉身碎骨 |
| 杨志龙 | 小白   | 判下十八楼洗厕所                                           |
| 廖永谊 | 小黑   | 判下十八楼洗厕所                                           |

## 演员阵容

### 牛家
| 演员   | 角色   | 介绍 |
| 周全喜 | 牛阿公 | 牛景超之父 牛俊阳之爷爷 已逝世 |
| 金银姬 | 牛阿嫲 | 牛景超之母 牛俊阳之奶奶 已逝世 |
| 洪国锐 | 牛景超 | Julie之前夫 牛俊阳之父 于第2集与牛俊阳重逢，后发现其尸体 |
| 朱玉叶 | Julie  | 牛景超之前妻 牛俊阳之母 参见马家 |
| 陈泓宇 | 牛俊阳 | 勾魂特警二队长 牛景超、Julie之子 马忠强无血缘关系之孙子 马大地无血缘关系之子 马如荫无血缘关系之堂哥兼欢喜冤家，后为其男友 马玉成无血缘关系之堂哥 于第2集摔下山崖逝世 于第5集成为勾魂特警副队长 于第14集向马如荫告白 于第16集发现马如荫阳寿未尽,并哄骗其喝下孟婆汤以送其回人间 于第20集投胎成为马如荫的儿子 |

### 马家
| 演员   | 角色   | 介绍 |
| 梁田   | 马忠强 | 马大地、马二地之父亲 Julie、高秀华之家翁 马如荫、马玉成之爷爷 牛俊阳无血缘关系之爷爷 已逝世 |
| 严丙量 | 马大地 | 马忠强之长子 马二地之哥 Julie之夫兼初恋情人 牛俊阳无血缘关系之父 马如荫、马玉成之大伯 |
| 朱玉叶 | Julie  | 马忠强之大媳妇 马大地之妻兼初恋情人 牛景超之前妻 牛俊阳之母 马二地之大嫂 马如荫、马玉成之大伯母 |
| 陈国华 | 马二地 | 马忠强之次子 马大地之弟 马如荫、马玉成之父 牛俊阳无血缘关系之二伯 |
| 荪保伶 | 高秀华 | 马忠强之二媳妇 马二地之妻 马如荫、马玉成之母 牛俊阳无血缘关系之二伯母 |
| 陈泓宇 | 牛俊阳 | 勾魂特警二队长 牛景超、Julie之子 马忠强无血缘关系之孙子 马大地无血缘关系之子 马如荫无血缘关系之堂哥兼欢喜冤家，后为其男友 马玉成无血缘关系之堂哥 参见牛家 |
| 瑞恩   | 马如荫 | 勾魂特警队长 马忠强之孙女 马二地、高秀华之女 马玉成之姐 马大地之侄女 牛俊阳无血缘关系之堂妹兼欢喜冤家，后为其女友 方可为之学妹并暗恋其，后为其妻 于第2集为救牛俊阳而坠落山崖逝世，实则并未死亡仅灵魂出窍，被大牛误会而被带往地府 于第5集成为勾魂特警队长 于第13集被方可为和牛俊阳同时求婚 于第16集被牛俊阳哄骗喝下孟婆汤后送返人间而苏醒 于第20集和方可为结婚，并诞下一子 |
| 张钧淯 | 马玉成 | 马忠强之孙子 马二地、高秀华之子 马如荫之弟 马大地之侄子 May之男友，后为其夫 于第4集因欠金狗钱而被迫当大耳窿跑腿 于第5集险被金狗杀害，后被马如荫所救 |

### 方家
| 演员   | 角色   | 介绍                                                                          |
| 王昱清 | 方友德 | 陈爱莲之夫 方可为之父 曾被老马附身                                            |
| 洪慧芳 | 陈爱莲 | 方友德之妻 方可为之母 曾被大牛附身                                            |
| 谢俊峰 | 方可为 | 医生 方友德、陈爱莲之子 马如荫之学长并被其暗恋，后为其夫 于第20集与马如荫结婚 |

### 地府
| 演员   | 角色   | 介绍             |
| 陈汉玮 | 阎罗王 | 地府总裁         |
| 郭舒贤 | 孟娇   | 孟婆之第二代传人 |
| 李文海 | 马判官 | 科技部           |
| 陈天文 | 大牛   | 牛头             |
| 黄炯耀 | 老马   | 马面             |
| 杨志龙 | 小白   | 白无常           |
| 廖永谊 | 小黑   | 黑无常           |

### 其他演员
| 演员   | 角色   | 介绍 |
| 王胜宇 | Ken    | 勾魂特警队长（现任） |
| 林志强 | 陈全才 | 勾魂特警副队长（现任） |
| 吴开深 | 金狗   | 大耳窿 Jerry之老大 马玉成、May之债主 于第4集强迫马玉成当大耳窿跑腿 于第5集因马玉成报警而被通缉 于第5集企图杀害马玉成，后失败 于第5集在逃避警方的追捕时被车撞死，后拒绝被勾魂特警带往地府而成为恶鬼逃犯 于第8集企图杀害方可为借此借尸还魂，后失败 |
| 黄怡灵 | May    | 马玉成之女友，后为其妻 |
| 林茜茜 | 贾希思 | 马如荫之好友 Jerry之女友并被其骗钱 |
| 何爱玲 | 玉女   | |
| 陈俊铭 | Jerry  | |
| 陈定思 | 金童   | |

## 轶事
- 此剧为瑞恩继《相信我》息影2年后复出之作。
- 此剧为陈泓宇及瑞恩继《志在四方》、《信约：我们的家园》之后再次合作并且饰演情侣。
- 此剧为陈泓宇，黄炯耀及王昱清继《知星人》再度合作
- 此剧为2019年收视率之冠，共吸引了180万观众收看。
- 此剧原定与Astro AEC同步播出，因为播映权的关系，最后由八度空间首播。
- 此剧是郭淑贤与陈汉偉续阳光列车再度合作

## 獎項
| 颁奖典礼           | 獎項       | 入圍者 | 結果 |
| ------------------ | ---------- | ------ | ---- |
| 红星大奖专业奖2020 | 最佳剧本   | 温雪莹 | 獲獎 |
| 红星大奖2021       | 最佳女主角 | 瑞恩   | 提名 |
| 红星大奖2021       | 最佳男配角 | 黄炯耀 | 提名 |
| 红星大奖2021       | 最佳电剧集 | n/a    | 提名 |

## 电视节目的变迁
| 新加坡 新傳媒8頻道 星期一至五 21:00 - 22:00        | 新加坡 新傳媒8頻道 星期一至五 21:00 - 22:00     | 新加坡 新傳媒8頻道 星期一至五 21:00 - 22:00                                            |
| -------------------------------------------------- | ----------------------------------------------- | -------------------------------------------------------------------------------------- |
|                                                    | 阴错阳差 （2019.03.06 - 2019.04.02） PG         |                                                                                        |
| 谢谢你出现在我的行程里 （2019.01.28 - 2019.03.05） | 好世谋 (华语配音版) （2019.04.03 - 2019.04.24） |                                                                                        |
| （重播）星期一至五 17:30 - 18:30                   |                                                 |                                                                                        |
| 爱没有距离 （2021.01.28 - 2021.02.26）             | 阴错阳差 （2021.03.01 - 2021.03.26） PG         | 剃头刀：阿签传奇 （2021.03.29 - 2021.04.14）我的女侠罗明依 （2021.04.15 - 2021.05.28） |

| 马来西亚 八度空间 星期一至四 21:30 - 22:30         | 马来西亚 八度空间 星期一至四 21:30 - 22:30      | 马来西亚 八度空间 星期一至四 21:30 - 22:30 |
| -------------------------------------------------- | ----------------------------------------------- | --- |
|                                                    | 阴错阳差 （2019.03.11 - 2019.04.11） P13        | |
| 开餐吧！吃货小妹 （2019.01.24 - 2019.03.07）       | 好世谋 (方言原音版) （2019.04.15 - 2019.05.09） | |
| （重播）星期六至日 15:00 - 17:00                   |                                                 | |
| 千年来说对不起（重播） （2019.10.12 - 2019.11.10） | 阴错阳差 （2019.11.16 - 2019.12.15） P13        | 俗女养成记 （15:00 - 16:00） （2019.12.21 - 2020.01.19）给我一百万 （重播） （16:00 - 17:00） （2019.12.21 - 2020.03.14）1月25日及2月2日 暂停播映因1月25日及2月2日播映新春特备 |